# 汪信砚
汪信砚，湖北麻城人，哲学家，长期从事马克思主义研究。现任武汉大学哲学学院教授委员会主任、《武汉大学学报（哲学社会科学版）》主编。著有《马克思主义哲学的当代论域》、《科学价值论》等书籍。

## 生平
1988年毕业于武汉大学哲学系，获博士学位并留校任教。